# Karel Anděl
Karel Anděl, né le 28 décembre 1884 et mort le 17 mars 1948, est un astronome et sélénographe tchécoslovaque.

## Honneurs
Les institutions astronomiques ont nommé en son honneur 
- un cratère lunaire, le cratère Andel
- l'astéroïde 1997 AK18, (22465) Karelanděl